# 涅克拉索夫斯基 (莫斯科州)
涅克拉索夫斯基（羅馬化：Nekrasovskiy）是俄罗斯莫斯科州的市级镇，属州辖市德米特罗夫市（城市区），地处莫斯科州中北部，在区行政中心德米特罗夫南、州府莫斯科北偏西方，东侧约2公里处有A104公路经过。镇内设有一同名火车停靠点，以及一铁路车站卡图阿尔站。
该地2021年人口有11,649人；2010年人口10,292；2002年人口9,693；1989年人口7,267。